# Viento anabático

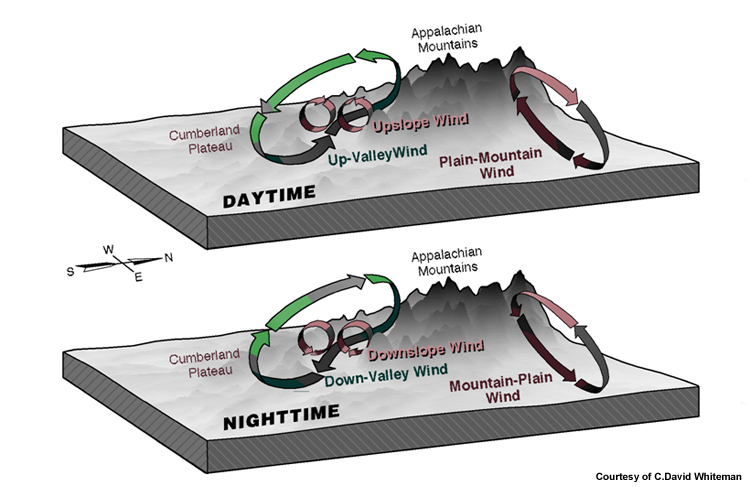
Cambios en la dirección del viento entre el día y la noche

Un viento anabático (del griego anabatos, forma verbal de anabainein moviéndose hacia arriba) es un viento que sopla ascendentemente por una pendiente montañosa. Se la conoce también por «brisa de valle». Son vientos que ocurren durante el día, con tiempo soleado en calma. Una elevación o montaña con calor de transferencia o radiatividad, calentado por el sol, hace mover el aire circundante y, como el aire del valle no se calienta como el del alto, entonces se produce un viento húmedo y fresco que se eleva por una ladera y que, a su paso, se condensa provocando la formación de nubes de tipo lenticular en la cima. Es un fenómeno de convección. Se crea una región de más baja presión, que hace que el aire fluya hacia esa región, causando viento. 
Es común que el aire ascendente se vaya enfriando por la altura (proceso adiabático) por debajo de su punto de rocío y forme nubes de tipo cúmulo, lo que producirá lluvia o al menos nubes de tormenta.
Estos vientos anabáticos se usan exitosamente por pilotos de planeadores para incrementar la altitud de la nave.
El viento catabático son vientos de descenso, frecuentemente producidos de noche por un efecto opuesto; el aire cerca del suelo pierde calor más rápido que el aire a más altura y entonces se produce un viento descendente.
- Datos: Q2069959